# Craig Mack
Craig Mack (* 10. Mai 1970 in The Bronx, New York; † 12. März 2018 in Walterboro, South Carolina) bürgerlich: Craig Jamieson Mack, war ein US-amerikanischer Rapper.

## Leben und Wirken

### Musikalische Laufbahn
Seine erste Single "Get Retarded / Just Rhymin'" veröffentlichte Craig Mack 1988 unter dem Namen MC EZ auf Fresh Records.
Mack war 1994 der erste Künstler, der auf Puff Daddys Label Bad Boy Entertainment mit einem Album debütierte. Dieses erschien unter dem Titel „Project: Funk Da World“ und beinhaltet die Hit-Single „Flava in Ya Ear“. Mack erlangte mit dem Lied, welches unter seinem bürgerlichen Namen veröffentlicht wurde, Berühmtheit. Der Remix der Single war der Breakout-Auftritt von The Notorious B.I.G. sowie einer der ersten Solo-Auftritte von Busta Rhymes. Während Mack praktisch der erste Rapper war, der Musik auf Bad Boy Records veröffentlichte, wurde sein Erfolg von The Notorious B.I.G.s Debütalbum, Ready to Die, welches genau sieben Tage vor Macks Debütalbum veröffentlicht wurde, überschattet.
Obwohl Sean Combs 1994 in einem Interview auf MTVs Yo! MTV Raps erwähnte, dass er mit Mack an seinem zweiten Album arbeite, welches irgendwann im Januar des folgenden Jahres veröffentlicht werden sollte, geschah dies letztlich nicht. Mack, der bei diesem Interview ebenso wie The Notorious B.I.G. anwesend war, schien von der Aussage verwirrt zu sein. Mack veröffentlichte 1997 ein zweites Album, aber keine der Singles gelangte in die Charts. Somit konnte er seine vorherigen Erfolge nicht wiederholen. In einem Interview sagt The Notorious B.I.G., er sei aus politischen Gründen für Sean Combs beim Remix von "Flava In Ya Ear" aufgetreten. Im Jahr 2002 erschien Mack im Musikvideo zu Sean Combs Single I Need a Girl (Part One).
1997 erschien über BMG/Scotti Brothers/Street Life sein zweites Album, „Operation: Get Down“. Allerdings konnte dieses Album nicht an den Erfolg des ersten anknüpfen. Danach gründete er sein eigenes Label Mackworld, über das er einige Singles veröffentlichte.
Nach einigen Versuchen, Anfang der 2000er Jahre wieder zum Erfolg zurückzukehren, hieß es im Jahre 2002, Mack arbeite an seinem dritten Studioalbum, welches 2007 veröffentlicht werden sollte. Die erste Single des Albums "Mack Tonight" wurde im Jahre 2006 veröffentlicht. Zu einer Veröffentlichung des Albums kam es jedoch nie.
Mack verschwand sodann aus der Öffentlichkeit, bis im Jahre 2012 ein Video auf YouTube auftauchte, in dem er sich einer christlichen Sekte anschloss, womit er Familienmitglieder und Fans überraschte.
Von 2012 bis zu seinem Tod lebte Mack im Overcomer Ministry in Walterboro, South Carolina. Das Overcomer Ministry ist eine abgelegene christliche Gemeinde, die als Sekte beschrieben wurde und deren Anführer Brother Stair wegen verschiedener Straftaten angeklagt wurde, darunter Körperverletzung und sexueller Missbrauch Minderjähriger. Der YouTube-Kanal des Overcomer Ministry veröffentlichte am 22. Mai 2016 ein Video mit dem Titel "Craig Mack Testimony", in dem Mack mitten in der Kirche erscheint, um über das Christentum durch einen Remix von "When God Comes" zu rappen. Der letzte Teil des Videos enthält eine Vollversion des Songs mit besserer Produktionsqualität. Das Lied sollte seine persönliche Überzeugung ausdrücken. Mack plante, im Ministerium zu bleiben und sagte, er habe nicht die Absicht, zum Mainstream-Rap zurückzukehren. In dem Song erwähnt Mack unter anderem, dass er „seine Familie nach South Carolina gebracht habe“. Dies deckt sich allerdings nicht mit anderen Berichten, wonach seine Familie sich Sorgen um seine Entscheidungen machte. Laut dem Video hatte Mack das Gefühl, in New York in "Bosheit" und in South Carolina in "Gerechtigkeit" gelebt zu haben.
Am 26. November 2012 veröffentlichte Beazylife Distribution ein neues Craig Mack-Mixtape, "Operation Why2K?" - Gehostet von B-Eazy über DatPiff.com. 2017 wurde das Album The Mack World Session veröffentlicht, das 18 bisher unveröffentlichte Tracks enthielt. Das niederländische Plattenlabel MECSMI veröffentlichte am 20. August 2018 über DatPiff und YouTube das von DJ Tape Deck King gehostete Mixtape "That's My Word". Am 25. November 2018 gewann "That's My Word" posthum das den Preis Mixtape des Jahres bei den Audio Dope Awards von Bout Dat Online. Dies war das erste Mal, dass Mack eine Auszeichnung gewann, seit "Flava In Ya Ear" bei den Source Awards im Jahre 1995 zur Single des Jahres gewählt wurde.

### Lebensabend und Tod
Craig Mack litt unter gesundheitlichen Komplikationen, als er am 12. März 2018 starb. Berichten zufolge erzählte er seiner Familie und seinen Freunden, dass sein Herz versagte, aber in Wirklichkeit war es eine andere tödliche Krankheit, die sein Leben kostete.
Andrew Mack und Hill-Johnson glauben, dass der gebürtige New Yorker von seiner Diagnose erfuhr, bevor er 2007 seine Heimatstadt verließ. Er nahm seine beiden Kinder und reiste nach South Carolina, wo er sich dem Overcomer Ministry anschloss. Bereits 2014 zeigte Mack Anzeichen seines nachlassenden Gesundheitszustands, nachdem er drastisch an Gewicht verloren hatte und häufig krank war. Ursprünglich erzählte er den Leuten, er habe eine Herzinsuffizienz. Er wurde einmal ins Krankenhaus eingeliefert und nahm Medikamente, aber er suchte keine weitere medizinische Behandlung. 
2018 ging Mack mit einem Stock, bis er bettlägerig wurde. Seine Familie fuhr aus Vermont her, um ein paar Tage mit Mack zu verbringen und sich von ihm zu verabschieden. Kurz vor ihrer Rückkehr nach Hause starb er im Alter von 47 Jahren.
Laut einem Bericht des Rolling Stone vom Freitag, den 16. August 2024, heißt es in Macks Sterbeurkunde, dass er nach einem Kampf gegen HIV/AIDS gestorben sei. Seine erste Frau, Roxanne Alexis Hill-Johnson, seine Tochter Amanda Mack und sein jüngerer Bruder Andrew Mack sprachen über das Leben des Rappers „Flava In Ya Ear“ von seinem Höhepunkt bei Bad Boy Records bis zu seinen letzten Tagen auf dem Sterbebett.
Er starb am 12. März 2018 im Alter von 47 Jahren an HIV/AIDS.

## Diskografie

### Studioalben
| Jahr | Titel                 | Höchstplatzierung, Gesamtwochen, AuszeichnungChartsChartplatzierungen (Jahr, Titel, Platzierungen, Wochen, Auszeichnungen, Anmerkungen) | Anmerkungen                              |
| Jahr | Titel                 | US | Anmerkungen                              |
| ---- | --------------------- | --- | ---------------------------------------- |
| 1994 | Project Funk da World | US21 Gold · (19 Wo.)US | Erstveröffentlichung: 20. September 1994 |
| 1997 | Operation: Get Down   | US46 (6 Wo.)US | Erstveröffentlichung: 24. Juni 1997      |

### Singles
| Jahr | Titel Album                           | Höchstplatzierung, Gesamtwochen, AuszeichnungChartplatzierungen (Jahr, Titel, Album, Platzierungen, Wochen, Auszeichnungen, Anmerkungen) | Höchstplatzierung, Gesamtwochen, AuszeichnungChartplatzierungen (Jahr, Titel, Album, Platzierungen, Wochen, Auszeichnungen, Anmerkungen) | Anmerkungen                                                             |
| Jahr | Titel Album                           | UK | US | Anmerkungen                                                             |
| ---- | ------------------------------------- | --- | --- | ----------------------------------------------------------------------- |
| 1994 | Flava in Ya Ear Project Funk da World | UK57 (2 Wo.)UK | US9 Platin · (25 Wo.)US | Erstveröffentlichung: 26. Juli 1994                                     |
| 1994 | Get Down Project Funk da World        | UK54 (2 Wo.)UK | US38 Gold · (20 Wo.)US | Erstveröffentlichung: 12. Dezember 1994                                 |
| 1997 | No One But You Rise                   | — | US66 (13 Wo.)US | Erstveröffentlichung: Mai 1997 Veronica feat. Craig Mack                |
| 1997 | Spirit Time For Healing               | UK35 (2 Wo.)UK | — | Erstveröffentlichung: Mai 1997 The Sounds Of Blackness feat. Craig Mack |

Weitere Singles
- 1995: When God Comes b/w Making Moves with Puff
- 1997: Jockin’ My Style
- 1997: What I Need
- 1998: Style b/w Today's Forecast
- 2000: Brand New Nigga
- 2000: Mack Come Thru b/w What Up 4,5 ...
- 2000: The Wooden Horse b/w Please Listen to My Demo
- 2001: Heard It All Before b/w Dat’s My Word
- 2003: Straight in Ya Mouf
- 2003: Nyc Let’s Go
- 2004: Mackworld Records b/w Spawn
- 2006: Together b/w I’ll Spend Dat
- 2006: Hold Up